# بين وارد (لاعب دارت)
بين وارد (بالإنجليزية: Ben Ward)‏ هو لاعب دارت بريطاني، ولد في 10 ديسمبر 1988.

## وصلات خارجية
- بين وارد على موقع DartsDatabase.co.uk (الإنجليزية)